# دویدن

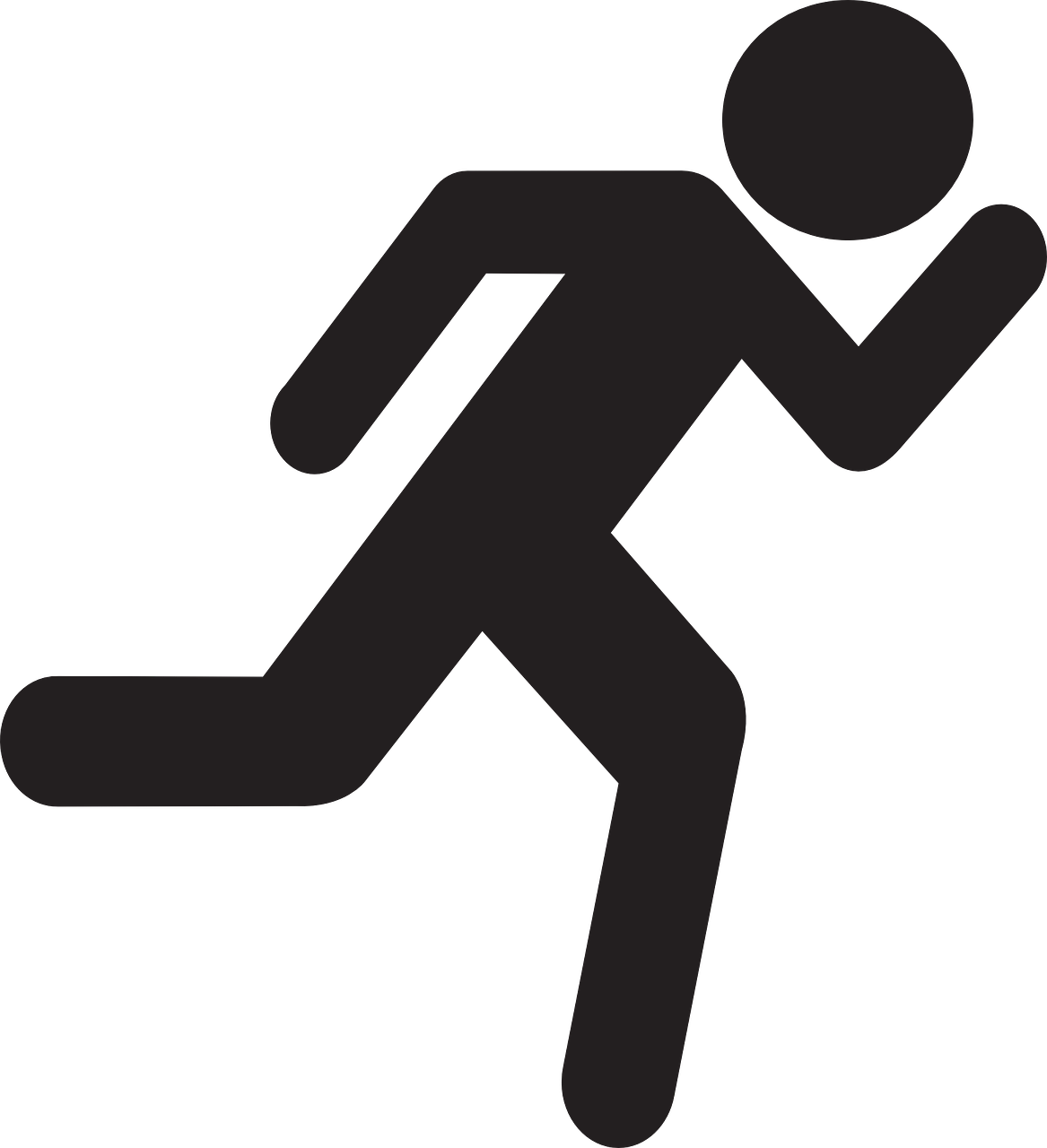
تصویرنگاشت دویدن

دو یا دویدن نوعی حرکت در جانوران گوناگون است. پستانداران، پرندگان و خزندگان توانایی حرکت سریع دارند که به آن «دویدن» گفته می‌شود. همچنین، دو به دسته‌ای عمده از ورزش‌های دو و میدانی گفته می‌شود که ورزشکاران در آن به شیوه‌های گوناگون می‌دوند.

## انواع مسابقه‌های دو
ورزش دو و میدانی به دسته‌های زیر تقسیم می‌شوند:
- دو سرعت مسافت‌های ۴۰۰ متر و کمتر (در المپیک در سه مسافتِ ۱۰۰ متر، ۲۰۰ متر و ۴۰۰ متر انجام می‌شود).[۲]
- دو نیمه‌استقامت دوهای بالای ۴۰۰ متر تا ۳۰۰۰ متر (در المپیک در مسافت‌های ۸۰۰ متر و ۱۵۰۰ متر انجام می‌شود).
- دو استقامت مسافت‌های ۵۰۰۰ متر و بیش از آن (در المپیک در مسافت‌های ۵۰۰۰ متر و ۱۰٬۰۰۰ متر و ماراتن انجام می‌شود).
- دو بامانع در مسافت‌های المپیکیِ ۱۱۰ متر، ۴۰۰ متر، و ۳۰۰۰ متر.
- دو امدادی در دو مسافت المپیکیِ ۱۰۰*۴ متر و ۴۰۰*۴ متر.[۳]

## نگارخانه

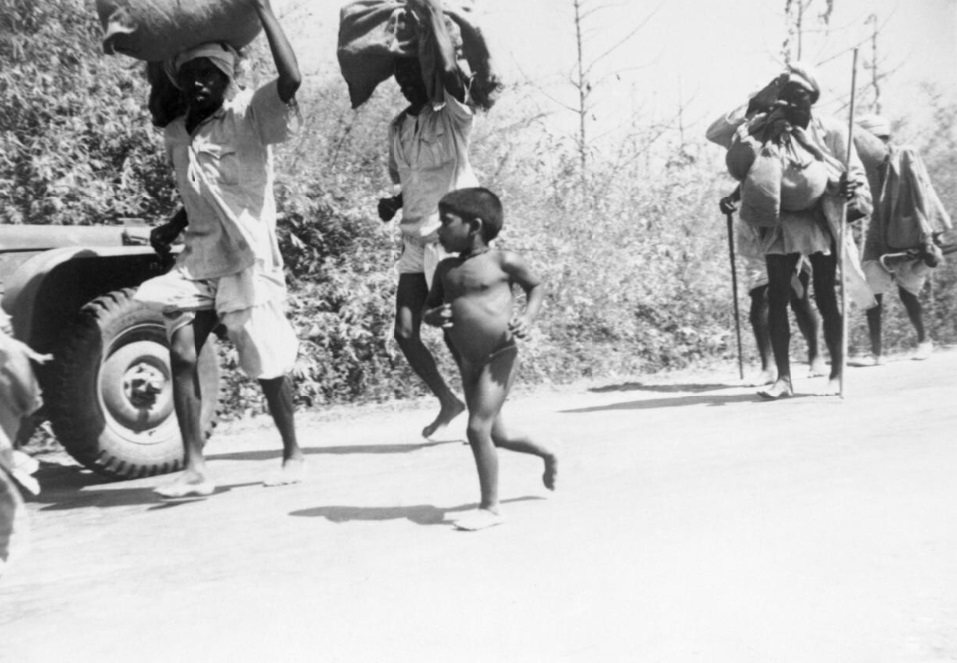
پناهندگان برمه‌ای در حال دویدن به سمت هند
دختر اسیر - تصویر از بمباران منطقه‌ای از ویتنام با بمب‌های ناپالم توسط هواپیماهای آمریکا، عکاس نیک اوت از آسوشیتد پرس

## پیوندها
- وبگاه اتحادیهٔ بین‌المللی فدراسیون‌های دو و میدانی